# Stephen Silas
Stephen Silas (Boston, 6 agosto 1973) è un allenatore di pallacanestro ed ex cestista statunitense.

## Biografia
È il figlio dell'ex cestista e allenatore Paul Silas.

## Statistiche

### Allenatore
| Stagione | Squadra         | Regular Season | Regular Season | Regular Season | Regular Season | Regular Season              | Post Season      |
| Stagione | Squadra         | V              | P              | % V            | G              | Posizione finale            | Post Season      |
| -------- | --------------- | -------------- | -------------- | -------------- | -------------- | --------------------------- | ---------------- |
| 2020-21  | Houston Rockets | 17             | 55             | 23,6           | 72             | 5º nella Southwest Division | Manca i play-off |
| 2021-22  | Houston Rockets | 20             | 62             | 24,4           | 82             | 5º nella Southwest Division | Manca i play-off |
| 2022-23  | Houston Rockets | 22             | 60             | 26,8           | 82             | 4º nella Southwest Division | Manca i play-off |
|          | Carriera        | 59             | 177            | 25,0           | 236            |                             |                  |